# Национална лига (МЛБ)
Националната лига на професионалните клубове по бейзбол, позната съкратено като Национална лига (НЛ) (на английски: National League (NL)), е по-старата от двете лиги, които заедно образуват Мейджър Лийг Бейзбол (МЛБ) (на английски: Major League Baseball (MLB)) в Съединените американски щати и Канада и е най-старата съществуваща професионална спортна лига в света. Основана е на 2 февруари 1876г. и заменя Националната асоциация на професионалните играчи по бейзбол от 1871-1875. Националната лига често е нарична "Старши кръг", за да се различава от другата лига в МЛБ - Американска лига, която е създадена 25 години по-късно и затова е наричана "Младши кръг".
В момента и двете лиги имат по 15 отбора. След двугодишен конфликт познат като "бейзболна война" от 1901-1902г., двете лиги, тогава с по осем отбора, подписват "мирен пакт", който признава и двете страни за "висша лига". С пакта се договарят проект на правила свързани с договорите на играчите, забрана за "кражба" на играчи, регулации за взаимоотношения с малките лиги и отбори от по-ниско ниво. Всяка от лигите създава по един отбор в най-големия метрополис Ню Йорк. Шампионите на 1903г. от всяка лига се договарят да се състезават един срещу друг в новосформиран бейзболен шампионат "Световни серии", който наследява подобни по-ранни национални серии. След като през 1904г. шампионите не успяват да постигнат подобно съгласие, двете лиги организират шампионат "Световни серии", който да започне през 1905г. като договорка между самите лиги. Отборите от Нациолната лига са спечелили 51 от 117 "Световни серии" провеждани между 1903г. и 2021г.